# Efecte Pockels
L'efecte Pockels és un efecte electroòptic que consisteix en el canvi de l'índex de refracció d'un medi quan sobre aquest actua un camp elèctric que pot ser variable o constant, la variació amb el camp és lineal i de petita magnitud.
L'efecte Pockels permet governar fàcilment l'índex de refracció d'un medi per la qual cosa té múltiples aplicacions. En una lent amb un índex que canviï amb el camp elèctric aplicat es pot modificar la seva distància focal. Anàlogament és possible governar temporalment la desviació d'un raig per construir sistemes d'escombrat. Els materials emprats per a la utilització de l'efecte Pockels han de ser materials no centrosimètriques.
L'efecte Pockels deu el seu nom a Friedrich Carl Alwin Pockels qui el va estudiar el 1893